# Метта (будизъм)
Вижте пояснителната страница за други значения на Метта.
Метта (пали: मेत्ता) или майтри (на санскрит: मैत्री) е будистко понятие, определяно като „любяща доброта“,
 „доброжелателност“, „великодушие“, „разбирателство“,  „приятелство“, „добра воля“, „доброта“, „близко мисловно единство“ (на една и съща мисловна вълна), и „жив интерес към другите създания“. Това е една от десетте парамити на школата Тхеравада на будизма, и първото от четирите възвишени състояния (Брахмавихари). Това е любов без вкопчване (упадана).
Развиването на любящата доброта (метта бхавана) е популярна форма на медитация в будизма. В Палийския канон се препоръчва изпращането на мета във всяка от шестте посоки към всички същества. В будистката традиция на Теравадинската школа, тази практика започва като първо медитиращия култивира любяща доброта към себе си , а след това към близки, приятели, учители, непознати, врагове, и накрая към всички останали създания. В тибетската будистка традиция, тази практика е свързана с тонглен (вижте за сравнение), при която практикуващия медитация вдишва („получава“) страдание и издишва („изпраща“) щастие. Тибетските будисти практикуват съзерцание на Брахмавихарите, също наречени четирите неизмерими, които понякога се наричат „медитация на състраданието“ .
„Медитация на състраданието“ се изследва в съвременната наука, която доказва и показва ефикасността на метта и медитативните практики, свързани с нея .